# Interstate 595 (Maryland)
Pour les articles homonymes, voir Interstate 595.
L'Interstate 595 (I-595) est une section non-numérotée de la John Hanson Highway (US 50 et US 301) à l'est de Washington DC qui s'étend jusqu'à la région d'Annapolis. Son terminus ouest se situe à la jonction avec l'I-95 / I-495 à Lanham et son terminus est se trouve à l'échangeur avec la MD 70 à Parole, près d'Annapolis.

## Description du tracé

### Comté du Prince George
À partir de l'échangeur avec l'I-95 / I-495, l'I-595 débute en suivant le tracé de la US 50. L'I-595 est toutefois non-indiquée. La route se dirige vers l'est avec une voie réservée aux HOV. Elle passe près de développements résidentiels et croise la MD 704. Elle continue alors vers l'est, toujours dans des zones résidentielles, avant d'atteindre la MD 197 à Bowie. Elle y croise aussi la MD 3. Les voies réservées aux HOV prennent fin à cet endroit et la US 301, qui arrive du sud, joint le multiplex vers l'est. La route quitte alors Boxie en traversant la rivière Patuxent, marquant la frontière avec le comté d'Anne Arundel.

### Comté d'Anne Arundel
Après avoir traversé la rivière Patuxent, l'autoroute entre dans le comté d'Anne Arundel et traverse des zones boisées. Elle rencontre la MD 424 avant de continuer vers le nord-est. Elle traverse la South River et atteint le terminus sud de l'I-97, laquelle mène à Baltimore, au nord. C'est à cet endroit que l'autoroute entre dans les limites d'Annapolis. Elle croise quelques voies locales avant de prendre fin à la jonction avec la MD 70, à l'est de la ville, juste avant de traverser le fleuve Severn. La route se continue comme US 50 / US 301 jusqu'à l'Océan Atlantique.

## Liste des sorties
| Interstate 595          |              |       |       |        | | |
| Comté                   | Municipalité | mi    | km    | Sortie | Intersections / Destinations                                                                              | Notes |
| Prince George           | Lanham       | 0,00  | 0,00  | —      | US 50 ouest (John Hanson Highway) – Washington                                                            | La route continue au-delà du terminus                                                                     |
| Prince George           | Lanham       | 0,00  | 0,00  | 7      | I-95 / I-495 (Capital Beltway) – Baltimore, Silver Spring, Richmond                                       | Terminus ouest du multiplex avec US 50; indiqué sortie 7A (sud) et 7B (nord); sortie 19 de l'I-95 / I-495 |
| Prince George           | Lanham       | 1,02  | 1,64  | 8      | MD 704 (en) (Martin Luther King Jr. Highway) – Glenarden                                                  | |
| Prince George           | Bowie        | 6,68  | 10,75 | 11     | MD 197 (en) (Collington Road) – Bowie                                                                     | |
| Prince George           | Bowie        | 8,08  | 13,00 | 13     | US 301 sud / MD 3 (en) nord (Robert Crain Highway) / Belair Drive – Richmond, Crofton, Melford            | Terminus ouest du multiplex avec US 301; indiqué sortie 13A (US 301), 13B (MD 3) et 13C (Belair Drive)    |
| Anne Arundel            |              | 11,50 | 18,50 | 16     | MD 424 (en) (Davidsonville Road) – Davidsonville, Crofton                                                 | |
| Anne Arundel            | Parole       | 16,28 | 26,19 | 21     | I-97 nord – Baltimore                                                                                     | Terminus sud de l'I-97                                                                                    |
| Anne Arundel            | Parole       | 17,44 | 28,06 | 22     | MD 665 (en) est (Aris T. Allen Boulevard) / Vers Riva Road                                                | |
| Anne Arundel            | Parole       | 18,10 | 29,12 | 23     | MD 450 (en) (West Street) vers MD 178 (en) – Parole, Crownsville                                          | |
| Anne Arundel            | Parole       | 18,55 | 29,85 | 23A    | MD 2 (en) sud (Solomons Island Road) / Jennifer Road – Parole, Prince Frederick                           | Terminus ouest du multiplex avec MD 2; pas de sortie en direction ouest                                   |
| Anne Arundel            | Parole       | 19,82 | 31,89 | 24     | MD 70 (en) sud (Roscoe Rowe Boulevard) / Bestgate Road – Annapolis                                        | Terminus est de l'I-595                                                                                   |
| Anne Arundel            | Parole       | 19,97 | 32,13 | —      | US 50 est / US 301 nord (John Hanson Highway) / MD 2 (en) nord / MD 70 (en) nord – Wilmington, Ocean City | La route continue au-delà du terminus est                                                                 |
| - Terminus de multiplex |              |       |       |        | | |